# Henri Simon Toupot de Bévaux
Pour les articles homonymes, voir Toupot de Bévaux.
Henri Simon Toupot de Bévaux est un homme politique français né le 31 juillet 1759 à Wassy (Haute-Marne) et décédé le 23 novembre 1845 à Chaumont (Haute-Marne).

## Biographie
Juge au tribunal civil de Chaumont en 1800, juge d'instruction en 1811, vice-président du tribunal de Première instance de Chaumont sous Louis XVIII (2e Restauration) de 1815 à 1817. En 1816, il essaye de sauver un jeune soldat de l'échafaud, sans succès, malgré sa demande de grâce. Il est député de la Haute-Marne de 1819 à 1824 et de 1827 à 1834, siégeant avec les libéraux et votant l'Adresse des 221.
Il est le père de Henri Camille Toupot de Bévaux, sous-préfet, puis député.

## Sources externes
- Ressource relative à la vie publique :   - Base Sycomore
- « Dictionnaire des parlementaires français de 1789 à 1889 (Adolphe Robert, Edgar Bourloton et Gaston Cougny) », sur gallica BNF (consulté le 7 décembre 2013)